# René Fallas
René Fallas, né le 27 février 1922 à Giraumont, mort le 1er février 2019 à Valenciennes (Nord) est un résistant et militant politique et syndicaliste français.

## Biographie
Avant la guerre, René Fallas soutient le Front populaire. Il s'engage dans la Résistance en 1941 alors qu'il est étudiant à la faculté des sciences de Nancy, grâce à l'instituteur syndicaliste Marcel Leroy, alors proche du Front national de la résistance, qui allait fonder le mouvement de résistance local appelé Lorraine quelques mois plus tard.
Mouvement de résistance civile et intellectuelle, Lorraine s'orienta au printemps 1943 vers la résistance armée, après plusieurs rencontres de Leroy et Fallas avec des représentants de Ceux de la Résistance (Jacques Lecomte-Boinet) ou de De Gaulle (Pierre Brossolette, Michel Pichard).
Lorraine devient alors le principal point d'appui local aux parachutages effectués par le BOA.
Après l'obtention de son DES de Physique, au début de l'été 1943, René Fallas passe dans la clandestinité, utilisant principalement le pseudonyme de René Magnin. Après l'arrestation de Marcel Leroy en juillet 1943, il prend la direction du réseau Lorraine, et parvient à faire reparaître en 1944 le journal de ce mouvement, dont l'imprimerie avait été découverte en juillet de l'année précédente.
Dans les derniers temps de la guerre, il représente Lorraine au sein du comité directeur du Mouvement de libération nationale, et siège à partir de novembre 1944 à l'Assemblée consultative provisoire.
Elevé au grade de capitaine des Forces françaises de l'intérieur, il reçoit la médaille de la Résistance française avec rosette.
En 1945, il adhère au Parti communiste français, qu'il quitte cependant en 1951.
Professeur de sciences physique au lycée Poincaré de Nancy en 1947, il est ensuite muté à Strasbourg (1948), Commercy (1949), puis au lycée Faidherbe de Lille où il exerce de 1951 à 1987.
À son arrivée à Lille, ayant quitté le PCF, il réoriente son activité militante vers la Ligue des droits de l'homme, et entre dans la franc-maçonnerie laïque au sein d'une loge affiliée au Grand Orient de France en 1956.
Responsable nordiste du Club des Jacobins, il est candidat aux élections législatives de 1958 sous l'étiquette de l'Union des forces démocratiques avant de rejoindre le Parti socialiste autonome, dans la mouvance de Pierre Mendès France. Il est alors secrétaire de la fédération du Nord du PSA, et membre de la commission administrative permanente.
Réticent, par convictions laïques, au rapprochement avec l'Union de la gauche socialiste, il mène une bataille interne locale assez vive contre les militants de cette organisation au moment de la création du Parti socialiste unifié, et est élu de justesse secrétaire de la fédération du Nord du nouveau parti, dont il siège au comité politique national.
En 1961, cependant, la radicalisation de son positionnement sur la question laïque lui fait perdre et la direction de la fédération du Nord, et sa place au comité politique national. Il bénéficie cependant de l'intervention de Daniel Mayer qui lui cède sa place dans cette instance nationale.
Au Congrès d'Alfortville (1961), il présente sa propre motion, qui obtient 5,9 % des mandats. Il se rapproche alors de Charles Lussy et apporte son soutien à Pierre Mendès France dans les débats internes au parti.
Après le congrès de 1963 où il défend la motion D, cependant, constatant la marginalisation de son positionnement, il décide de quitter le PSU.
Tout en restant en contact avec Charles Lussy et Claude Willard, il se consacre alors à l'activité syndicale, au sein du Syndicat national des enseignements de second degré, dont il est membre depuis son entrée dans le métier d'enseignant.
Au sein de la section académique de Lille de ce syndicat, il s'oppose à Fernand Matton, chef de file du courant « autonome » local, qui avait accepté la co-gestion avec les « unitaires ». En 1967, Fallas présente une liste pour les élections internes au niveau académique, qui s'oppose à celle de la direction menée par Cyprien Bocquet et Fernand Matton. Le résultat obtenu, près de 28 % des voix, lui permet de figurer aux élections suivantes sur la liste nationale, et il est membre de la commission administrative nationale du syndicat de 1967 à 1971, année où il ne se représente pas.
En retrait de l'action militante dans les années 1970, il se consacre à la fin de sa carrière et pendant sa retraite, à des travaux de mémoire et d'Histoire sur la résistance.
En 1987, il est fait chevalier de la Légion d'honneur.

## Sources
- Grandhay Jean-Claude, La Haute-Saône dans la Deuxième Guerre mondiale, t. 1 : Les opérations aériennes, 1943-1944, Vesoul, ERTI, 1989
- François Marcot, Les voix de la Résistance : tracts et journaux clandestins francs-comtois, Besançon, Cêtre, 1989
- Pichard Michel, L’Espoir des ténèbres : parachutages sous l’Occupation, Histoire du BOA, Paris-Vesoul, ERTI, 1990
- Bernard Grelle, Naissance d'une fédération PSU, le Nord 1955-1963, Syros, 1975
- Marc Heurgon, Histoire du PSU. 1: La fondation et la guerre d'Algérie, Paris, Éd. de la Découverte, 1994, 444 p. (ISBN 978-2-707-12403-6, OCLC 417234965)
- Dictionnaire biographique du mouvement ouvrier mouvement social, notice de Gilles Morin et Michel Blondan